# Gavin Hamilton
Gavin Hamilton (1723-1798) fou un pintor escocès, arqueòleg i marxant d'art que treballà principalment a Itàlia, el qual és considerat com un dels precursors del Neoclassicisme al Regne Unit.

## Biografia
Va iniciar els seus estudis en humanitats a la Universitat de Glasgow el 1738 fins al 1742, on va aprendre el grec antic i es va familiaritzar amb la cultura clàssica. En aquella època, el Neoclassicisme postulava un acostament als valors ètics i estètics de la civilització clàssica (cada vegada més coneguts gràcies a les nombroses campanyes arqueològiques que es van dur a terme a Roma i els seus voltants) i, així, el 1744 va viatjar a Roma per a estudiar la pintura de retrat sota el mestratge d'Agostino Masucci. El juliol del 1751 va retornar a Londres i es va començar a guanyar la vida com a retratista pintant els seus parents llunyants i membres de l'aristocràcia. Però, tot i el seu èxit com a retratista, va tornar a Itàlia i el 1756 s'establí permanentment a Roma, on va esdevenir un dels membres dominants del cercle neoclàssic de Mengs i Winckelmann.
Solter i sense fills, va morir el 4 de gener del 1798 a Roma.

## Observacions
Cal no confondre'l amb Gawen Hamilton, retratista menor recordat pel seu Conversa dels virtuosos... als braços del rei (Londres, National Portrait Gallery, 1735), en el qual apareix l'autor acompanyat d'altres artistes de l'època.

## Galeria

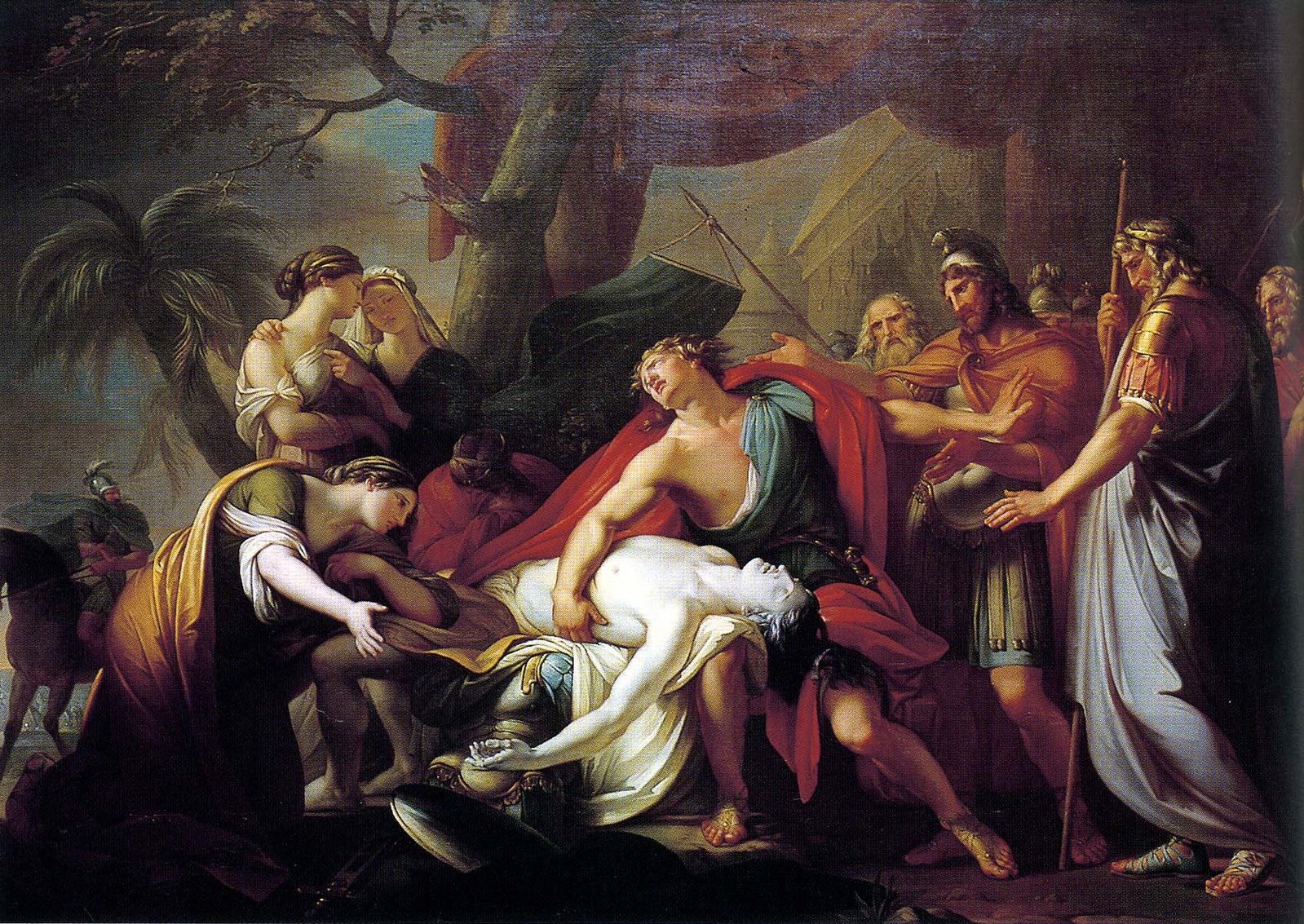
Aquil·les lamentant la mort de Pàtrocle (entre 1760 i 1763, Edimburg, National Gallery of Scotland)
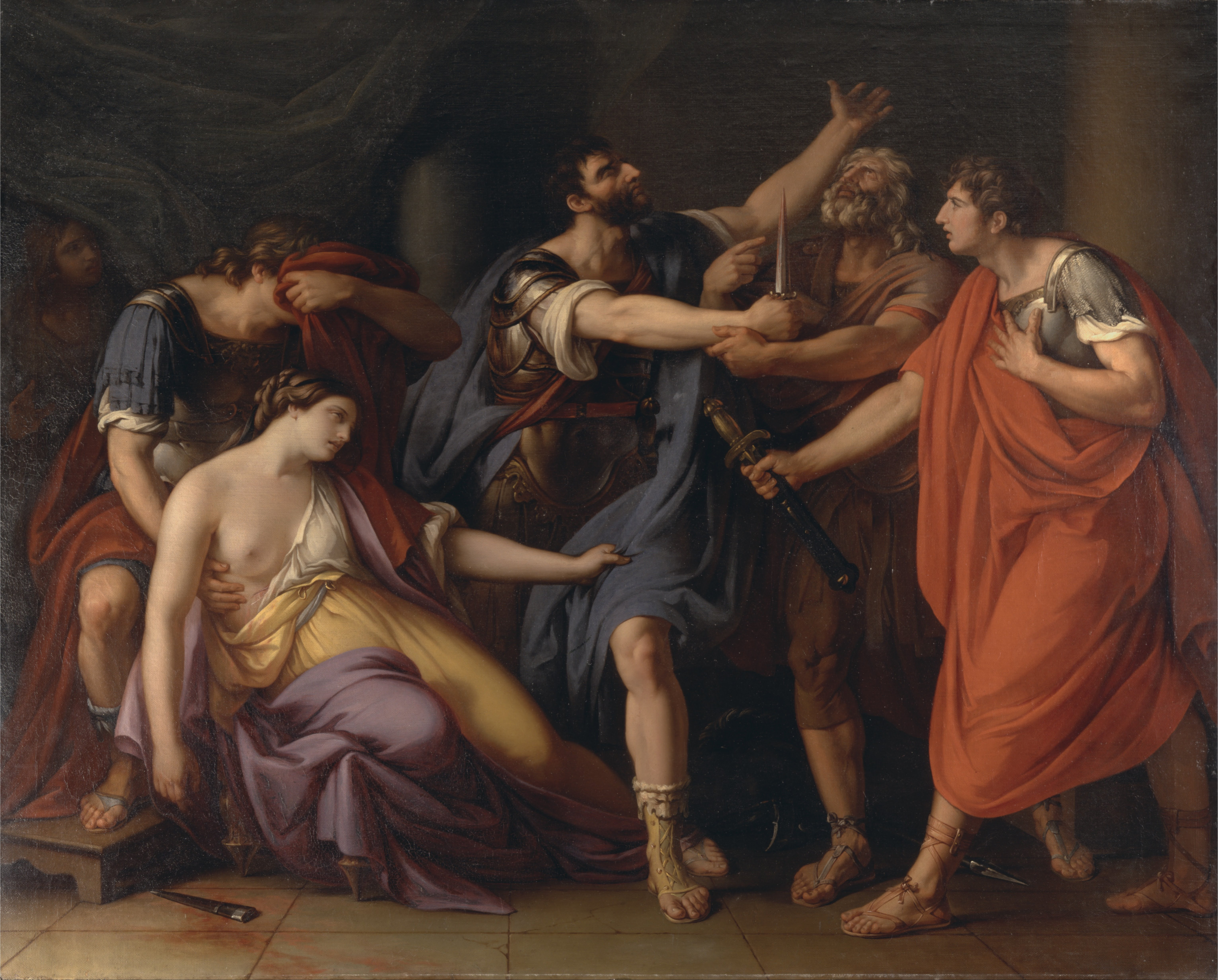
La mort de Lucrècia (entre 1763 to 1767)
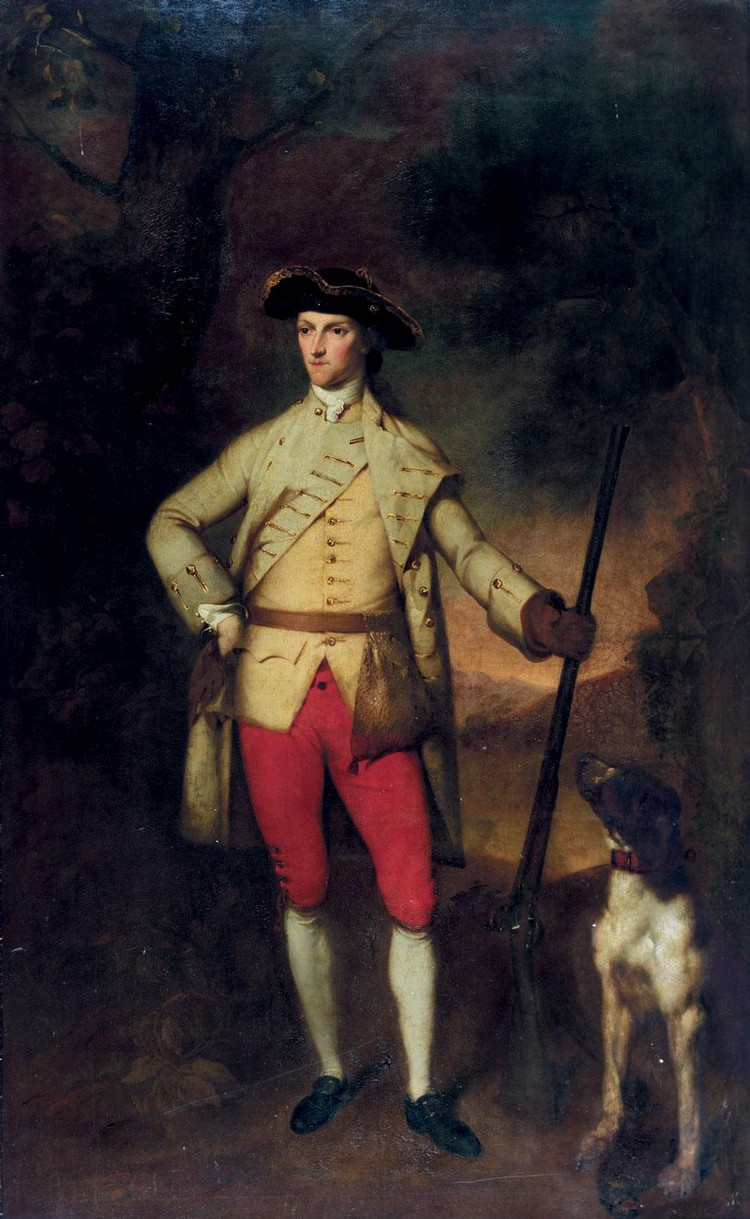
Retrat de James Hamilton, 6è Duc de Hamilton (1724-1758) (principis de la dècada del 1750)
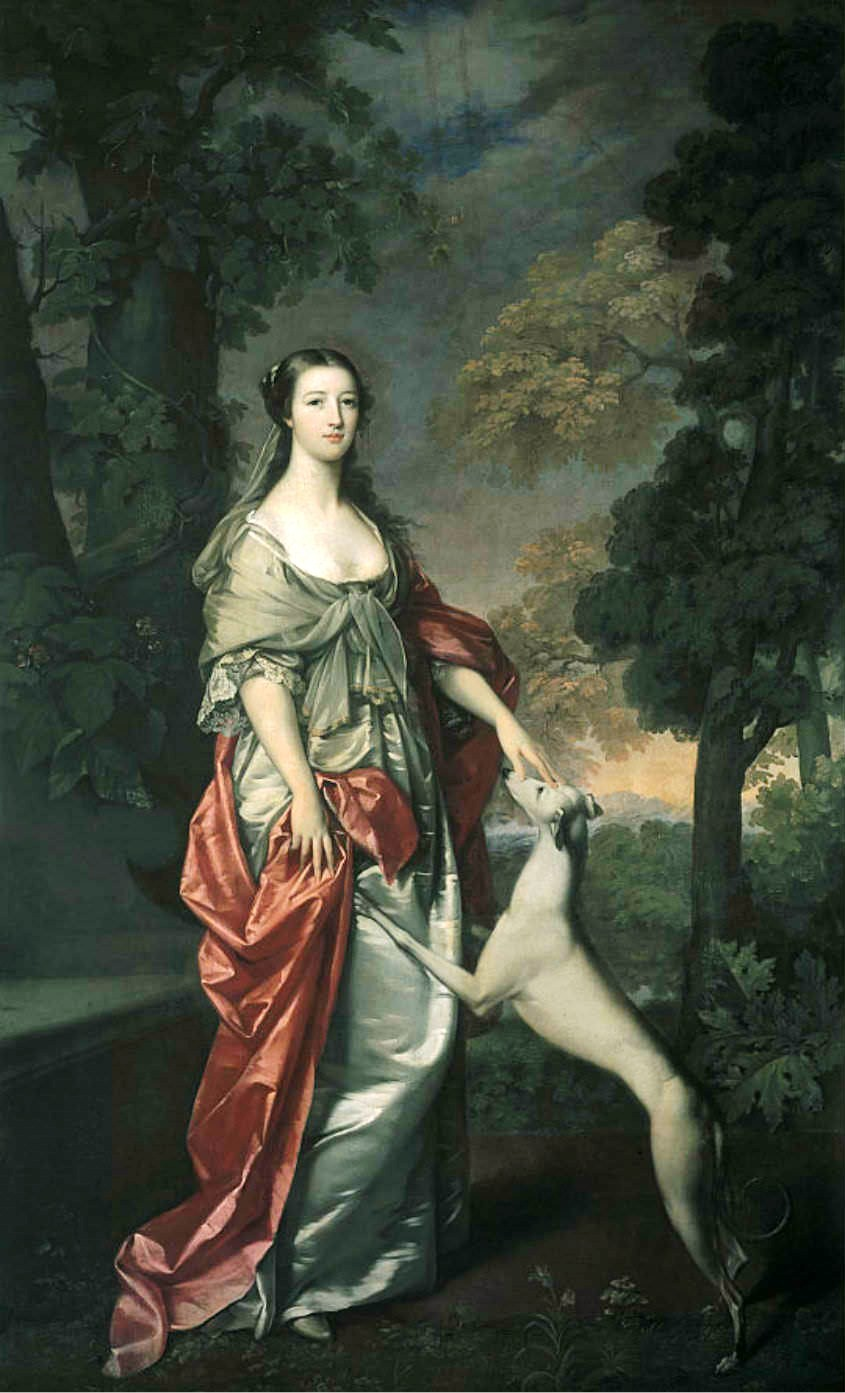
Retrat d'Elizabeth Gunning, Duquessa de Hamilton (1733-1790) (entre 1752 i 1753)
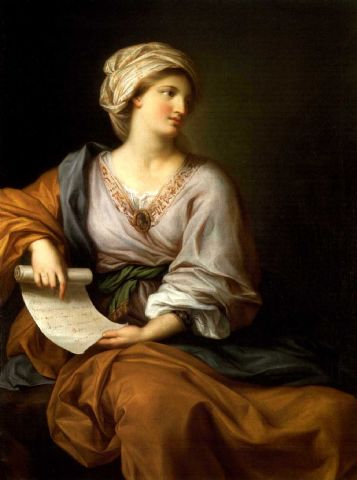
Retrat d'Emma Hamilton as a sibil·la (abans del 1798)
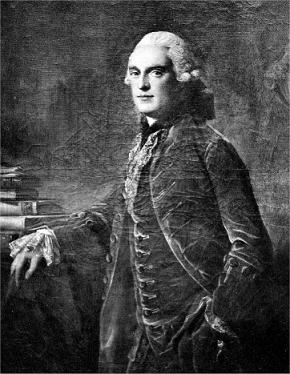
George Coventry, 6è Comte de Coventry (1722-1809) (entre 1752-1753)
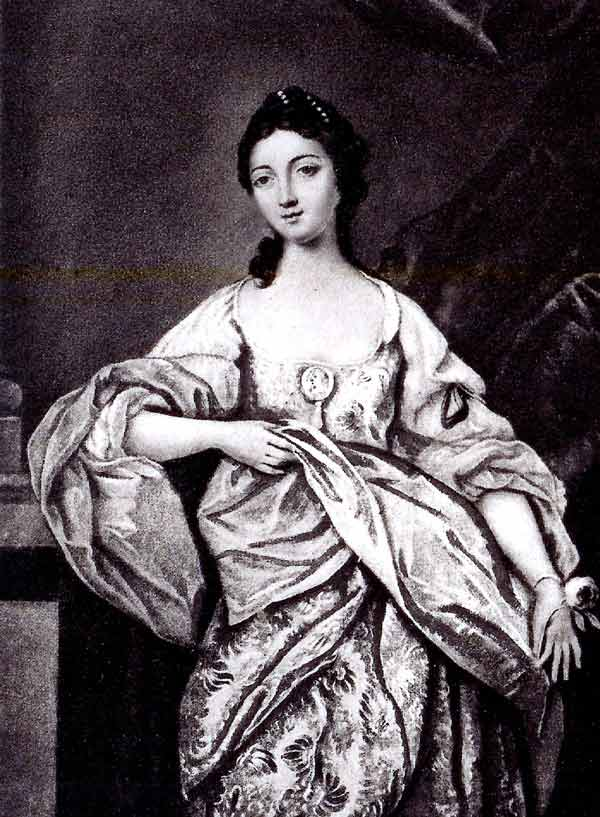
Retrat de Maria Coventry, Comtessa de Coventry (1733-1760)
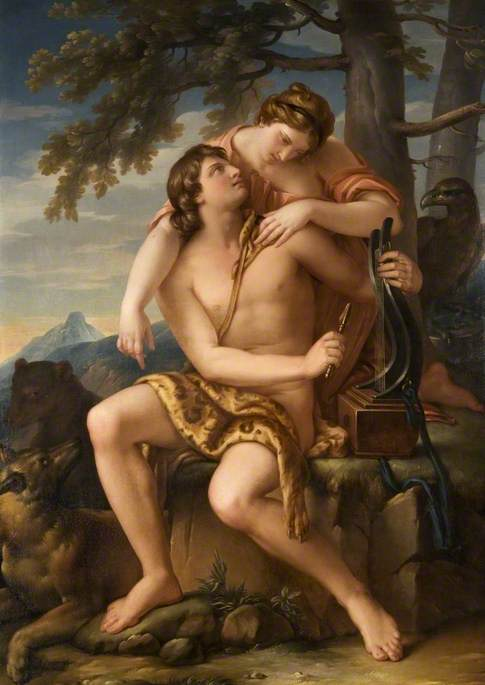
Apol·lo i Àrtemis (1770)
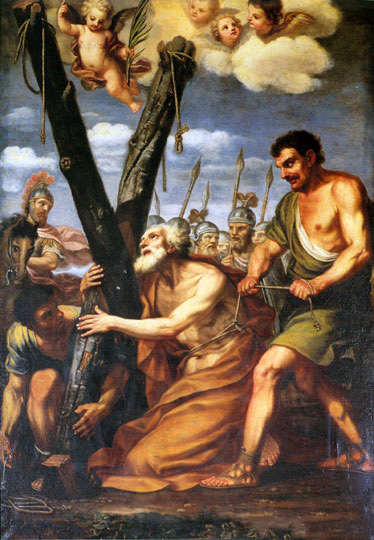
Martiri de Sant Andreu
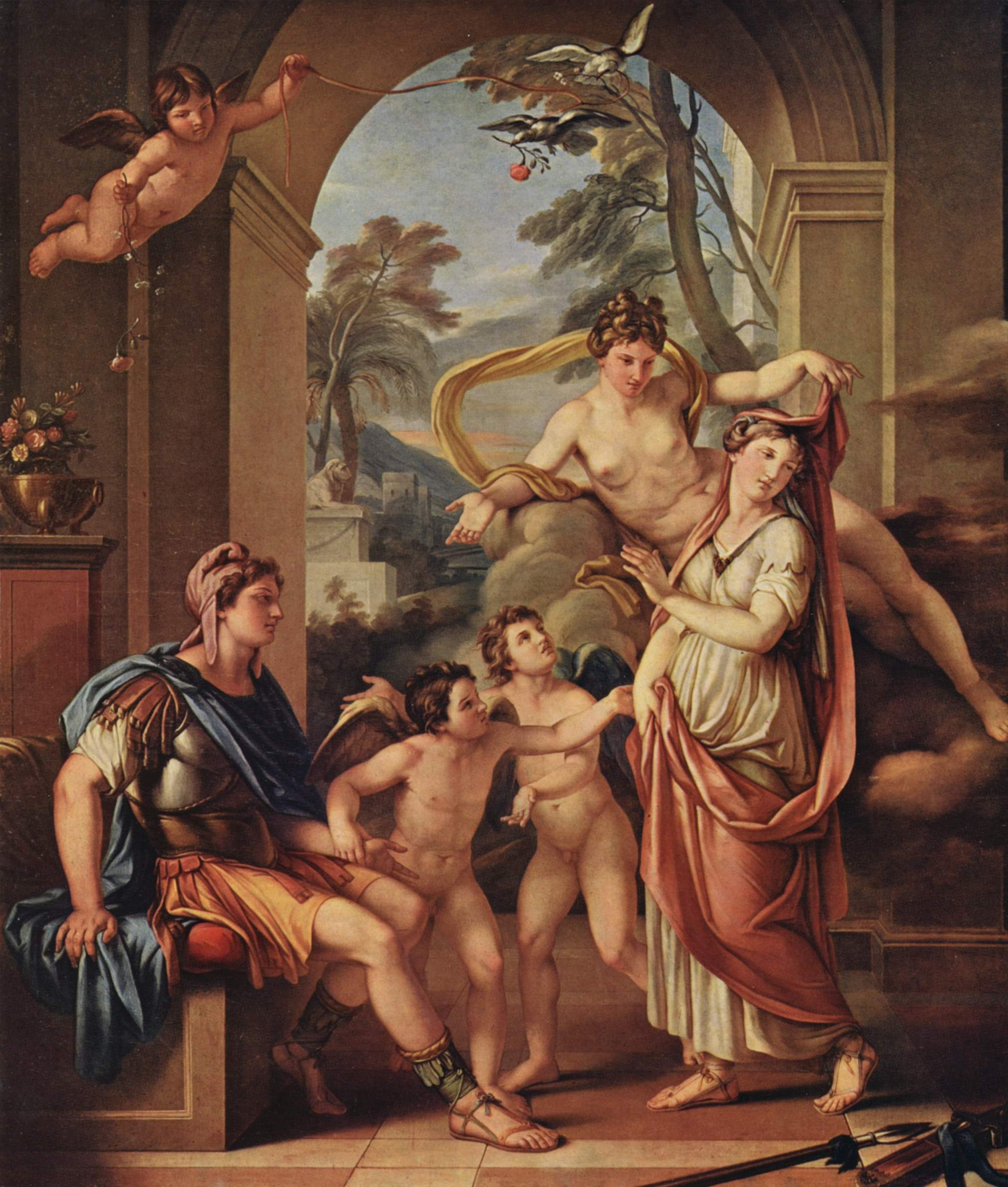
Venus oferint Hèlena de Troia a Paris com la seua dona (1782-1784)
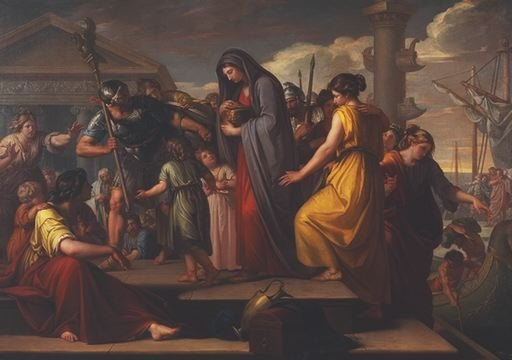
Agripina desembarcant a Bríndisi amb les restes de Germànic (cap al 1765)
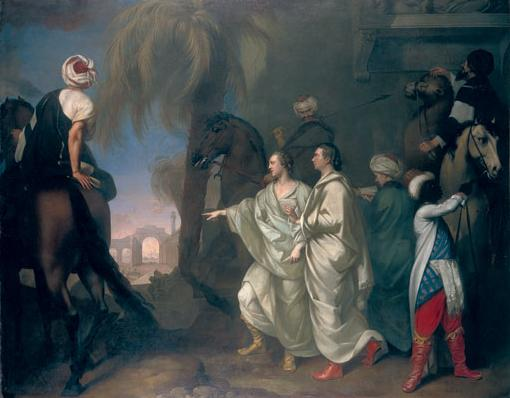
James Dawkins i Robert Wood descobrint les ruïnes de Palmira (1758)
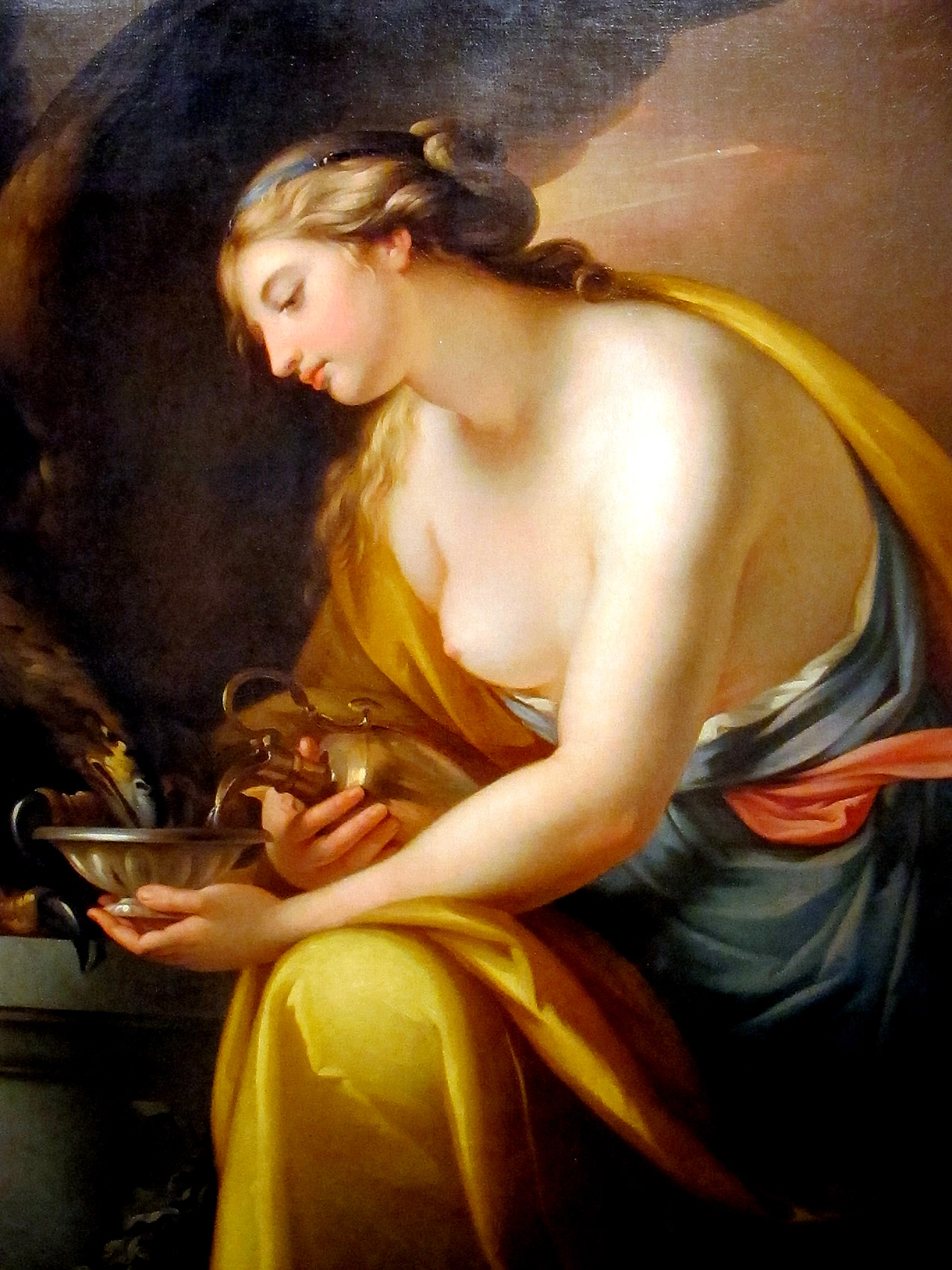
Hebe donant beure a l'Àliga de Júpiter (1767)
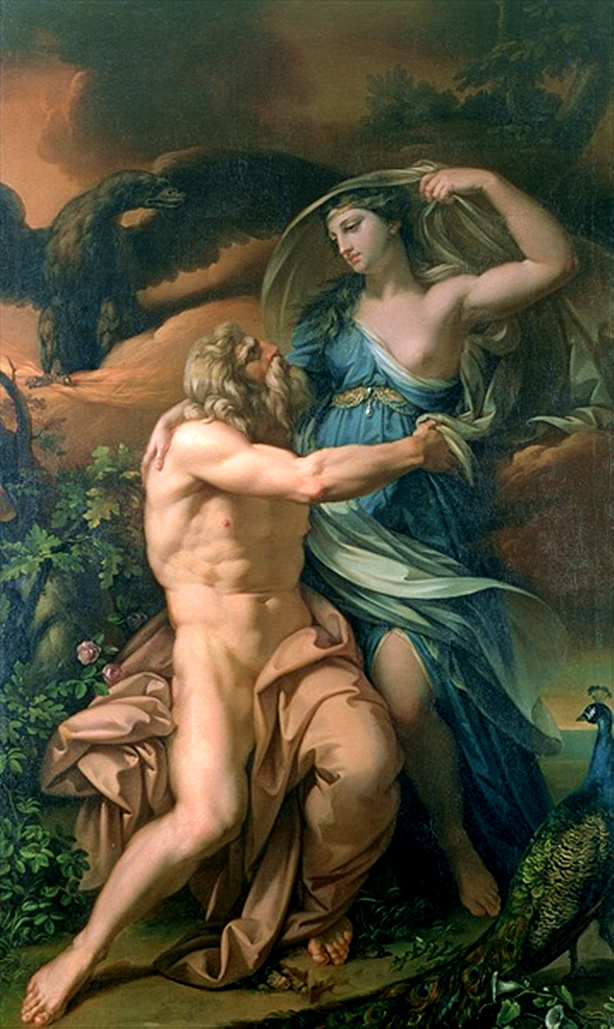
Juno i Júpiter (1770)
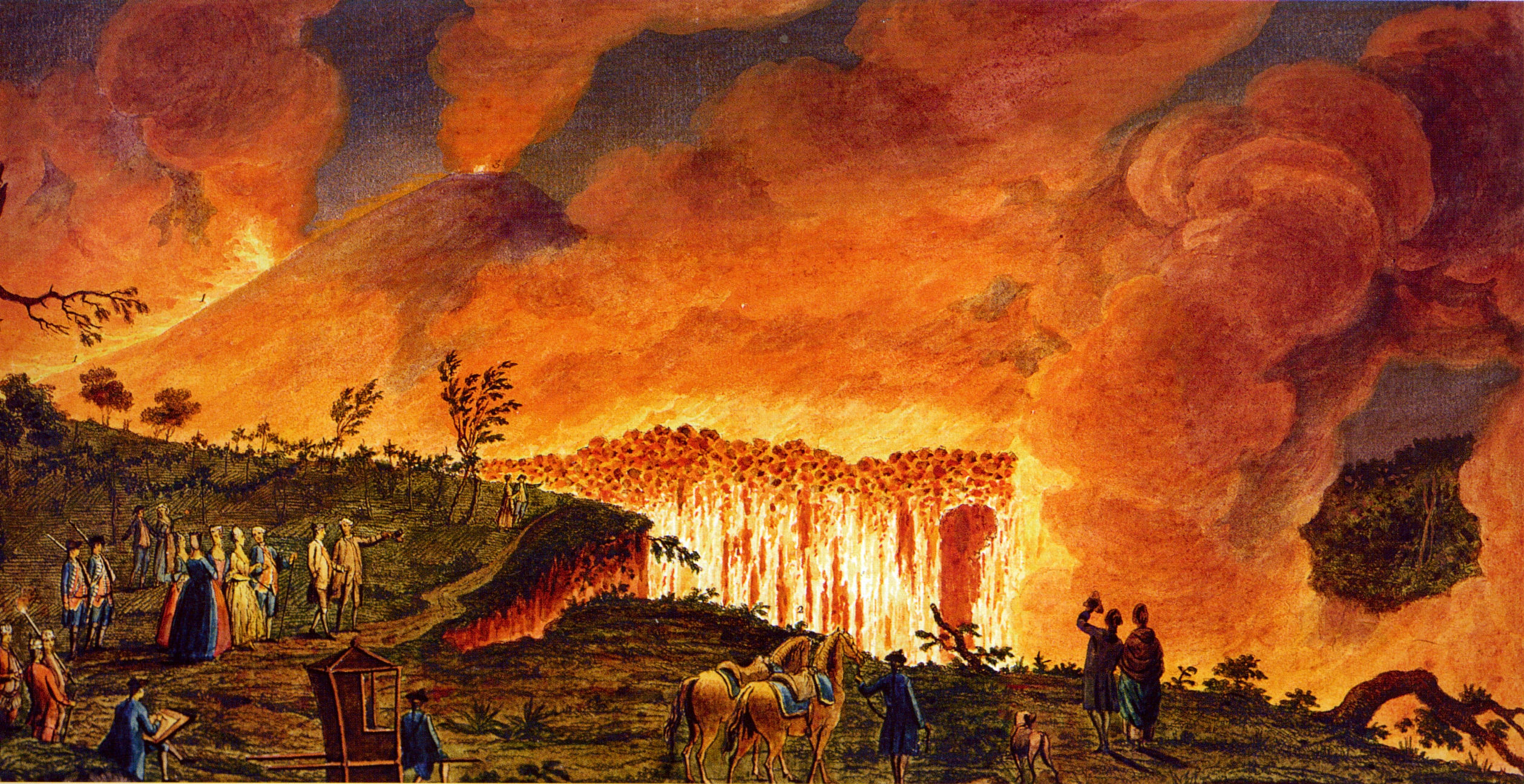
Turistes mirant un corrent de lava que baixa del Vesuvi